# Platycoryne affinis
Platycoryne affinis är en orkidéart som beskrevs av Victor Samuel Summerhayes. Platycoryne affinis ingår i släktet Platycoryne och familjen orkidéer.
Artens utbredningsområde är Zimbabwe.

## Underarter
Arten delas in i följande underarter:
- P. a. affinis
- P. a. ecalcarata